# Nhóm ngôn ngữ Gyalrong
 Nhóm ngôn ngữ Gyalrong (còn được gọi là Jiarong), là một nhánh của nhóm ngôn ngữ Khương của ngữ hệ Hán-Tạng, mặc dù Randy LaPolla (2003) cho rằng nó có thể là một phần của nhóm ngôn ngữ Rung lớn hơn và có lẽ không liên quan đặc biệt chặt chẽ đến nhóm Khương. LaPolla (2003) cho rằng sự tương đồng giữa nhóm ngôn ngữ Gyalrong và nhóm ngôn ngữ Khương có thể là do vị trí địa lý, trong khi các nghiên cứu khác gần đây cho thấy rằng nhóm tiếng Khương nói chung trên thực tế có thể là một dạng paraphyletic, với những điểm chung duy nhất của "nhánh" giả định được cho là chia sẻ các đặc điểm cổ ngữ và địa lý được thúc đẩy bởi mối liên hệ.

## Phân bố
Nhóm ngôn ngữ Gyalrong được nói ở Tứ Xuyên, Trung Quốc, chủ yếu ở châu tự trị Tây Tạng và Khương Garzê và Ngawa. Những ngôn ngữ này được phân biệt bởi hình thái nguyên thủy và kiến trúc âm vị học của chúng, làm cho chúng có giá trị về mặt ngôn ngữ học lịch sử.
Nhóm ngôn ngữ Gyalrong được sử dụng chủ yếu ở bốn huyện Barkam, Lý, Tiểu Kim và Kim Xuyên ở châu Ngawa, phía tây tỉnh Tứ Xuyên. Các phương ngữ/ngôn ngữ Gyalrong khác được nói ở các huyện Heishui, Rangtang, Baoxing, Danba và Daofu lân cận.

## Phân loại
Nhóm ngôn ngữ Gyalrong chia sẻ một số đặc điểm, đáng chú ý là hình thái ngôn ngữ và được phân loại thành ba nhóm:
- Tiếng Khroskyabs (trước đây gọi là Lavrung)
- Tiếng Horpa
- Phân nhóm rGyalrong

Nhóm ngôn ngữ rGyalrong có bốn nhóm ngôn ngữ khó thông hiểu lẫn nhau: Gyalrong Đông hoặc Situ, Japhug, Tshobdun và Zbu.
Tiếng Khroskyabs và tiếng Horpa được Lin (1993) phân loại là "phương ngữ phương Tây" của Gyalrong, cùng với  Gyalrong Đông và "phương ngữ Tây Bắc" (Japhug, Tshobdun và Zbu). Mặt khác, các học giả đều đồng thuận rằng khoảng cách giữa ba bên Khroskyabs, Horpa và cụm rGyalrong    lớn hơn khoảng cách giữa các ngôn ngữ con trong cụm rGyalrong với nhau. Ví dụ, Ethnologue ghi nhận mức tương đồng từ vựng là ở 75% giữa tiếng Situ và tiếng Japhug, 60% giữa tiếng Japhug và tiếng Tshobdun, nhưng chỉ có 13% giữa tiếng Situ và tiếng Horpa.
Huang (2007: 180) nhận thấy tiếng Horpa (Rta'u) và tiếng Gyalrong (Cogrtse) chỉ chia sẻ 15,2% từ vựng, với 242 từ cùng gốc trong tổng số 1.592 từ.
Tiếng Tây Tạng Khalong có lớp nền ngôn ngữ Gyalrong.
Nhóm ngôn ngữ Chamdo (Lamo, Larong và Drag-yab, một nhóm gồm ba ngôn ngữ Hán-Tạng có liên quan chặt chẽ được nói ở Qamdo, miền đông Tây Tạng), cũng có thể thuộc nhóm tiếng Khương.